# Assentaments israelians

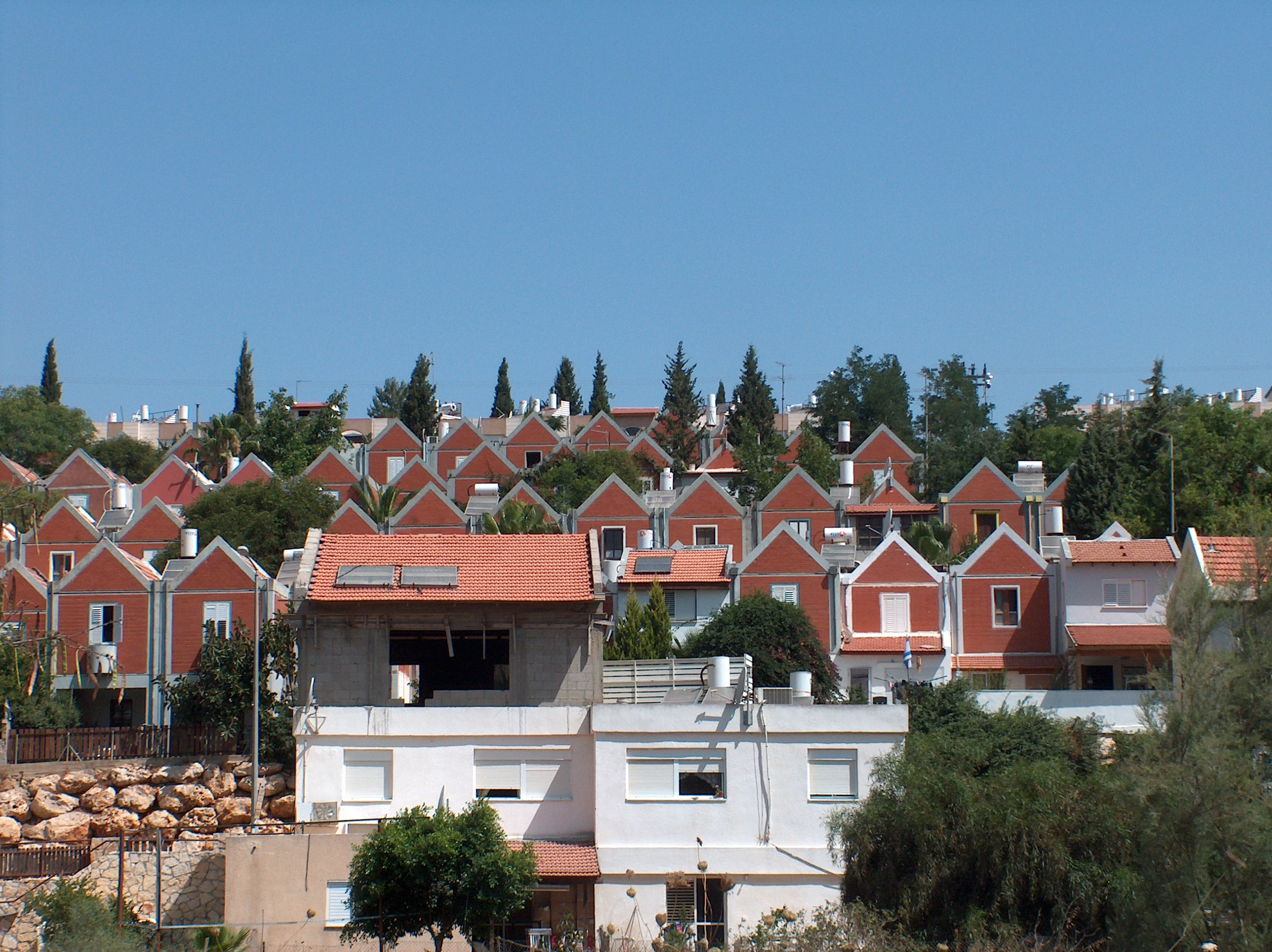
Un barri d'Ariel, seu del Centre Universitari Ariel de Samaria, la major universitat pública d'Israel

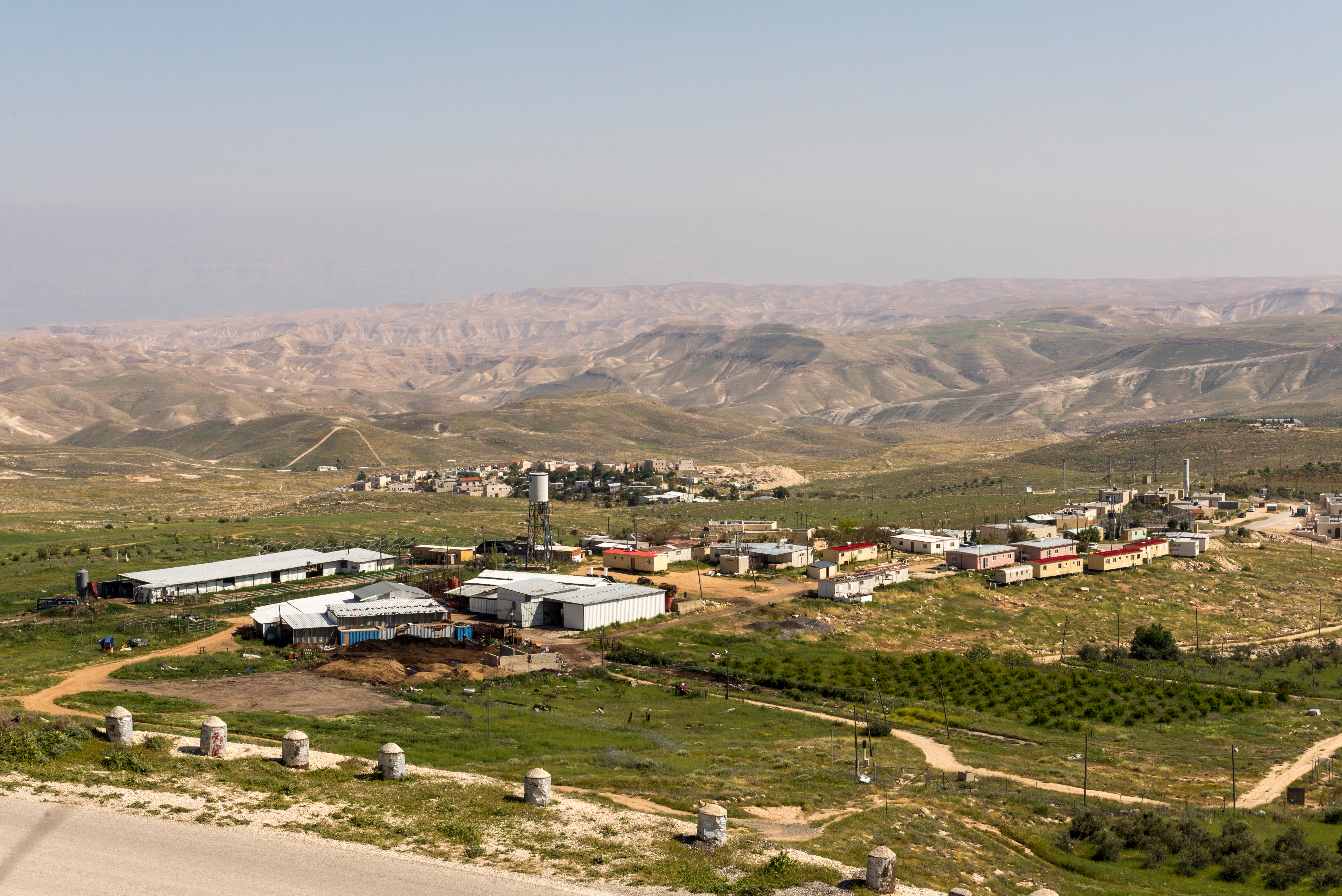
Za'atara 2016

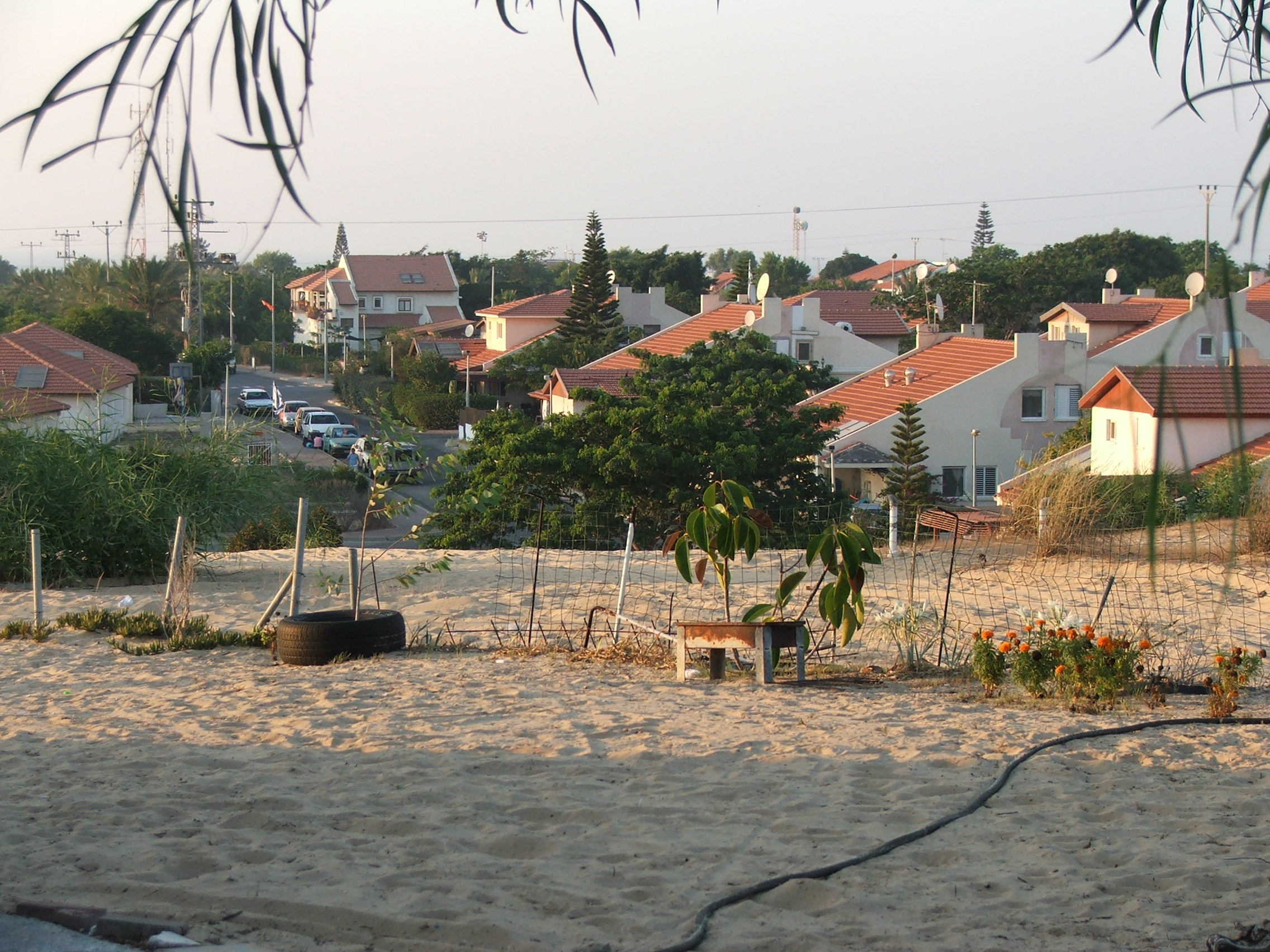
Neve Dekalim evacuat per Israel el 2005

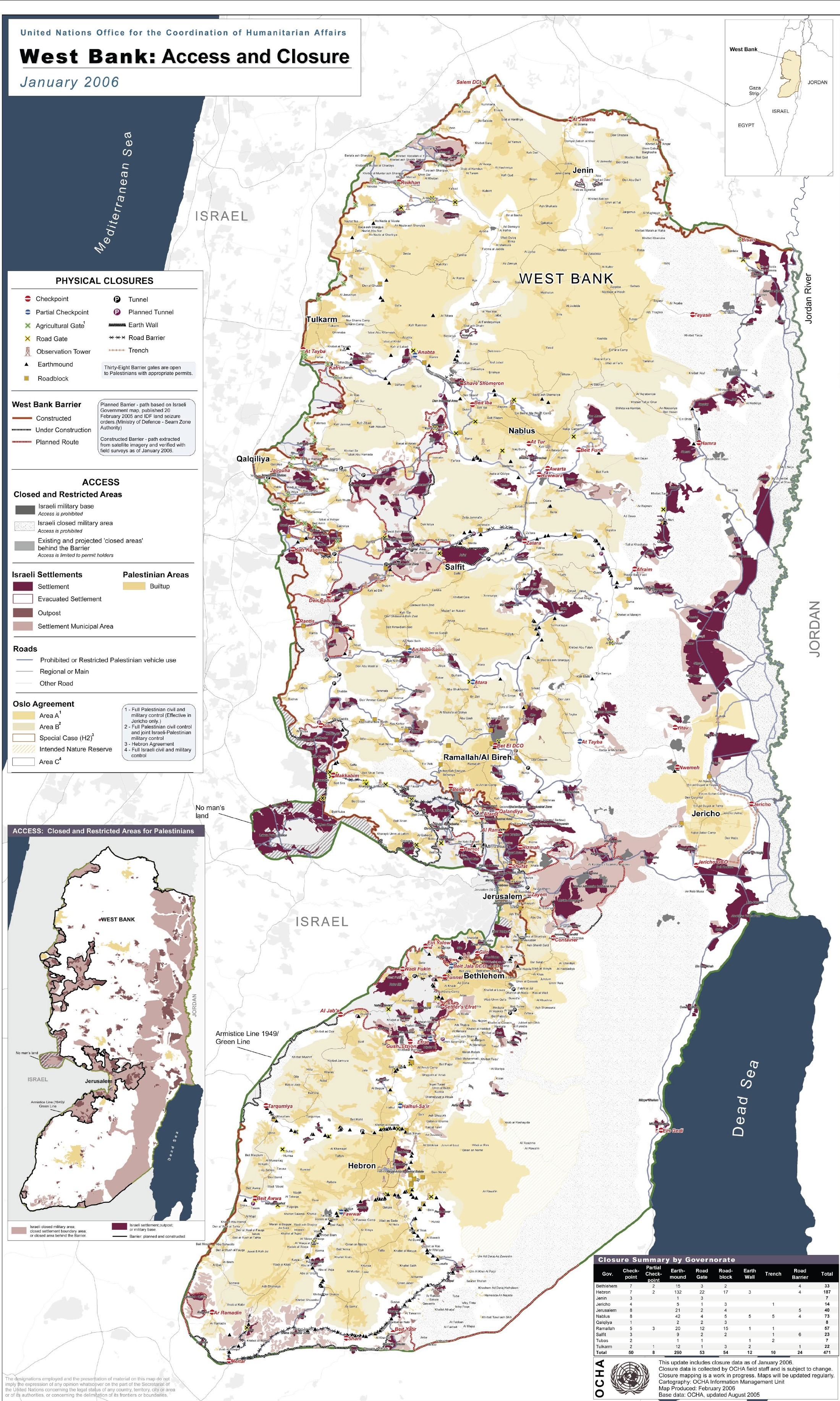
Mapa de Cisjordània amb els assentaments israelians en magenta (gener de 2006).

Els assentaments israelians són comunitats civils israelianes construïdes en territoris ocupats per Israel, més enllà de la Línia Verda, després de la Guerra dels Sis Dies del 1967. Actualment existeixen aquesta mena d'assentaments a Cisjordània, Jerusalem Est, i en els Alts del Golan. Els assentaments existien prèviament a la península del Sinaí i Gaza fins que Israel va evacuar els assentaments del Sinaí després de l'acord de pau entre Israel i Egipte del 1979 i de la Franja de Gaza el 2005 segon el pla de retirada unilateral israeliana. Israel va desmantellar 18 assentaments a la península del Sinaí el 1982, i 21 a Gaza i 4 a Cisjordània el 2005, però segueix ampliant els seus assentaments i establint noves àrees a Cisjordània, tot i ser condemnada aquesta expansió per 158 dels 166 països en un vot, i 160 nacions de 171 nacions, en una votació diferent, a les Nacions Unides.
La comunitat internacional considera els assentaments en territori ocupat com a il·legals, i les Nacions Unides han defensat repetidament l'opinió que la construcció d'assentaments d'Israel constitueix una violació de la Quarta Convenció de Ginebra. Els veïnats israelians a Jerusalem Est i les comunitats en els Alts del Golan, les àrees que han estat annexionades per part d'Israel, també són considerats assentaments per la comunitat internacional, que no reconeix les annexions d'Israel d'aquests territoris.
El Tribunal Internacional de Justícia també diu que aquests assentaments són il·legals segons una opinió consultiva del 2004. A l'abril de 2012, el secretari general de l'ONU Ban Ki-Moon, en resposta als moviments d'Israel per legalitzar els assentaments avançats israelians, ha reiterat que tota activitat d'assentaments és il·legal, i "és contrària a les obligacions d'Israel sota el full de ruta les repetides crides del Quartet a les parts a abstenir-se de provocacions" Crítiques similars es va avançar per la UE i els EUA. Israel s'oposa a la posició de la comunitat internacional i els arguments jurídics que es van utilitzar per declarar els assentaments il·legals.
La presència i la contínua expansió dels assentaments existents per part d'Israel i la construcció d'assentaments llocs d'avançada és criticat sovint com un obstacle per al procés de pau pels palestins i terceres parts, incloent les Nacions Unides, Rússia, el Regne Unit, França, la Unió Europea, i els Estats Units.
En el 30 juny de 2014, d'acord amb el Consell Yeixa, 382.031 colons jueus vivien en els 121 assentaments reconeguts oficialment a Cisjordània, més de 300.000 israelians vivien en assentaments a Jerusalem Est i més de 20.000 vivien en assentaments en els Alts del Golan. Els assentaments varien en caràcter de les comunitats camperoles i pobles fronterers als suburbis urbans i barris. Els quatre assentaments més grans, Modiín Il·lit, Maale Adumim, Beitar Illit i Ariel han aconseguit estatus de ciutat. Ariel té 18.000 habitants, mentre que la resta té al voltant de 37.000-55.500 cada un.

## Utilització del terme «assentament»
El terme utilitzat per descriure aquestes comunitats en hebreu és התנחלויות, hitnakhluiot, singular התנחלויות, hitnakhlut. Des d'un punt de vista semàntic, en anglès, els israelians rebutgen parlar de «colony » o sigui « colònia » ateses les seves connotacions negatives, i s'estimen més parlar de « settlement » — terme adoptat també per la major part dels periodistes anglòfons, — que en català se sol traduir com a «assentament» i és el més utilitzat, per bé que als pobladors dels assentaments solen ser anomenats mitnakhalim (hebreu מתנחלים; singular mitnakhel, מתנחל), en anglès «settlers» (literalment "els que s'assenten"), habitualment traduït com a colons. En àrab, el terme mustauṭanāt (مستوطنات) es fa servir per als assentaments i mustauṭinīn (مستوطنين) es fa servir per als colons.

## Història

### Guerra dels Sis Dies
La Guerra dels Sis Dies de 1967 va donar a Israel el control de:
- Palestina: Franja de Gaza, Cisjordània i Jerusalem Est.
- Egipte: Península del Sinaí.
- Síria: Alts del Golan.

### Política d'assentaments
Des de 1967, la política d'assentaments d'Israel va ser iniciada pel govern laborista de Leví Eixkol. La base dels assentaments israelians a Cisjordània va esdevenir el Pla Al·lon, pel nom del seu inventor, Yigal Al·lon. Implicava l'annexió israeliana de les parts principals de la territoris ocupats per Israel, especialment Jerusalem Est, Gush Etzion i la Vall del Jordà. Yigal Al·lon va esdevenir el successor de Leví Eixkol com a Primer Ministre en 1969. La política d'assentaments del següent govern, liderat per Yitshaq Rabbín, també es deriva del Pla Al·lon.
El primer assentament va ser Kfar Etzion, al sud de Cisjordània, tot i que aquest indret estava fora del Pla Al·lon. Molts assentaments van començar com a assentaments Nahal. Es van establir com a llocs d'avançada militars i després es van expandir i es poblaren d'habitants civils.
El govern del Likkud de Menahem Beguín, a partir de 1977, recolzà més la colonització en altres parts de Cisjordània, per organitzacions com Gush Emunim, l'Agència Jueva per la Terra d'Israel, i l'Organització Sionista Mundial, i la intensificació de les activitats d'assentament. En un comunicat del govern, el Likkud va declarar que tota la terra històrica d'Israel és patrimoni inalienable del poble jueu, i que cap part de Cisjordània hauria de ser lliurada a la dominació estrangera. El govern va derogar la prohibició de la compra de terres ocupades pels israelians; el  "Pla Drobles" , un pla d'assentaments a gran escala a Cisjordània amb la intenció d'evitar un estat palestí sota el pretext de la seguretat, va esdevenir el marc de la seva política.

El pla de l'Organització Sionista Mundial, d'octubre de 1978, i que fou anomenat "Pla Mestre pel Desenvolupament dels Assentaments a Judea i Samaria, 1979-1983", fou escrit pel director de l'Agència Jueva per la Terra d'Israel i ex membre de la Knésset Matitiahu Drobles. En gener de 1981, el govern va adoptar un seguiment del pla de Drobles, datat en setembre de 1980 i anomenat "L'estat actual dels assentaments a Judea i Samaria", amb més detalls sobre l'estratègia i la política d'assentaments.

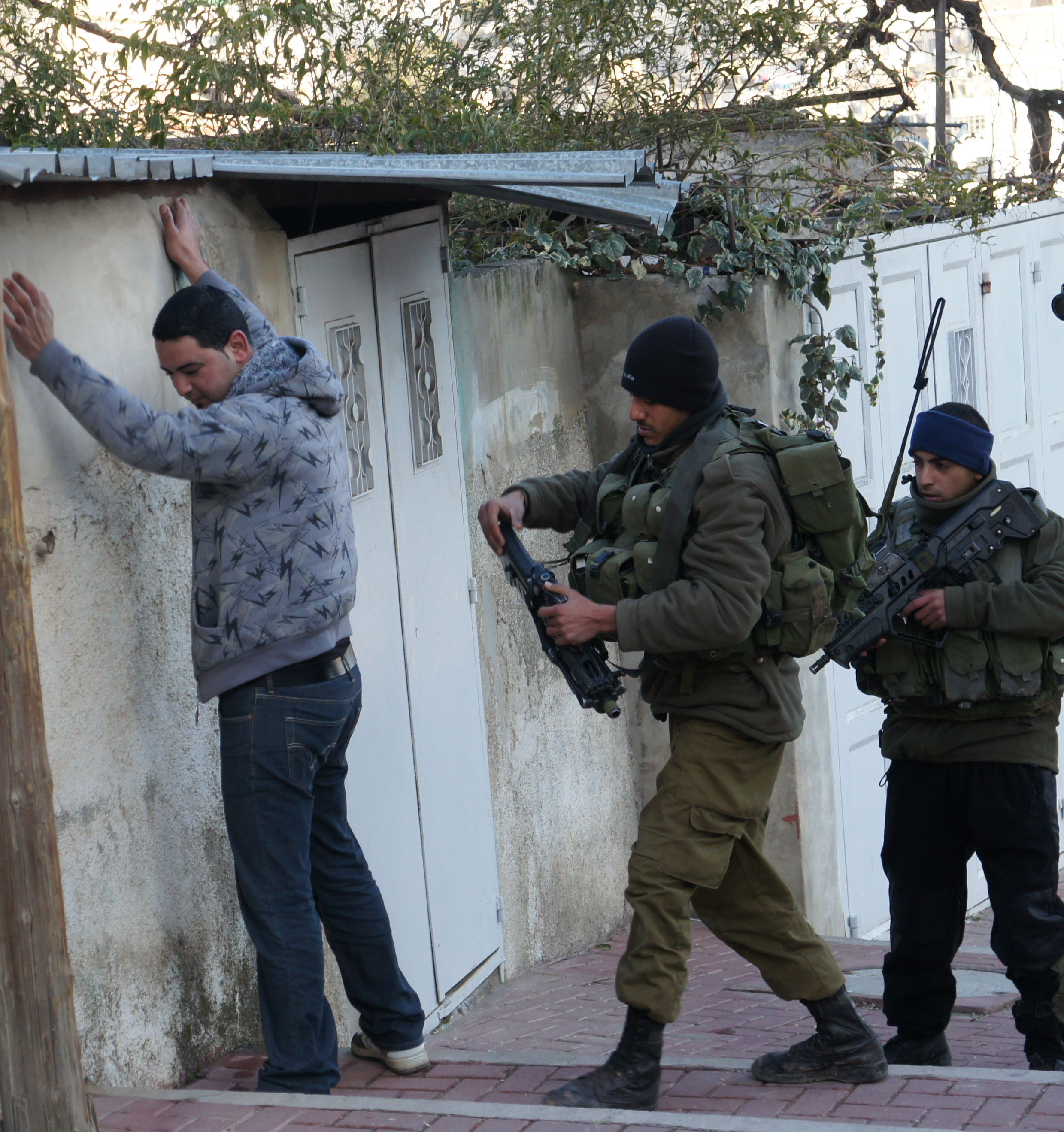
Els soldats la Brigada Golani registrant a un ciutadà palestí a Tel Rumeida, 2012.

Des de 1967 els projectes de colonització finançats pel govern a Cisjordània són implementats per la "Divisió d'Assentaments" de l'Organització Sionista Mundial. Si bé formalment és una organització no governamental, de fet és finançada pel govern israelià i compra terres de l'administració civil per establir-se a Cisjordània. Està autoritzada a crear assentaments a Cisjordània en terres amb llicència per a això de l'Administració Civil. Tradicionalment, la Divisió d'assentaments ha estat sota la responsabilitat del Ministeri d'Agricultura. Des dels Acords d'Oslo, sempre es troba dins de l'Oficina del Primer Ministre (OPM). En 2007 es va traslladar de nou al Ministeri d'Agricultura. En 2009 el govern de Netanyahu va decidir sotmetre totes les activitats d'assentament a l'aprovació addicional del Primer Ministre i el Ministre de Defensa. En 2011 Netanyahu va tractar de posar la Divisió d'Assentaments de nou sota el control directe de (la seva pròpia) oficina, per reduir l'autoritat del Ministre de Defensa, Ehud Barak
A la presentació de l'Acord d'Oslo II el 5 d'octubre de 1995 a la Knésset, el primer ministre Yitshaq Rabbín va exposar la política d'assentaments d'Israel en relació amb la solució permanent al conflicte. Israel volia "una entitat palestina, menys que un estat, que serà la llar de la majoria dels residents palestins que viuen a la Franja de Gaza i Cisjordània". Volia mantenir assentaments més enllà de la Línia Verda incloent Maale Adumim i Givat Zeev, a Jerusalem oriental. S'havien d'establir blocs d'assentaments a Cisjordània. Rabin va prometre no tornar a les línies del 4 de juny de 1967.
En juny de 1997 el govern del Likkud de Binyamín Netanyahu va presentar el seu "Pla Al·lon Plus". Aquest pla manté la retenció d'un 60% de Cisjordània, inclosa la zona del "Gran Jerusalem" amb els assentaments de Gush Etzion i Ma'aleh Adumim, altres grans concentracions d'assentaments a Cisjordània, tota la vall del Jordà, una "zona de seguretat", i una xarxa de carreteres només pels colons israelians.
En el Full de ruta per a la pau de 2002, que mai va ser implementat, es va reconèixer l'establiment d'un estat palestí. Els assentaments avançats serien desmantellats. Tanmateix, en lloc d'això, van aparèixer molts nous assentaments avançats, i pocs van ser retirats. La política d'assentaments d'Israel es va mantenir sense canvis. Els assentaments a Jerusalem Est i la resta de Cisjordània es van ampliar.
Tot i que d'acord amb la política oficial israeliana no es van construir nous assentaments, almenys un centenar de assentaments no autoritzats es van establir des de 2002 amb fons estatals en el 60% de Cisjordània que no estava sota control administratiu palestí i el creixement de la població de colons no va deixar d'augmentar.
En 2005 els 21 assentaments de la Franja de Gaza i 4 del nord de Cisjordània van ser evacuats a la força com a part del pla de retirada unilateral israelià. No obstant això, la retirada va ser més que compensada per les transferències de colons a Cisjordània.
Després del fracàs del Full de ruta, van sorgir diversos plans nous per fer assentaments en grans parts de Cisjordània. En 2011 el diari Haaretz revelava el pla "Línia Blava" de l'administració civil, escrit en gener de 2011, l'objectiu del qual era augmentar la "propietat estatal" israeliana de les terres de Cisjordània ("terres estatals") i l'assentament en àrees estratègiques com la vall del Jordà i el nord de la zona de la Mar Morta a Palestina. En març de 2012, es va revelar que l'Administració civil, durant anys va assignar de forma encoberta el 10% de Cisjordània pel seu posterior assentament. Fins i tot es van assignar noms provisionals pels futurs nous assentaments o una futura expansió dels assentaments ja existents. El pla inclou molts llocs palestins urbanitzats en les gestionades per l'ANP.

## Demografia

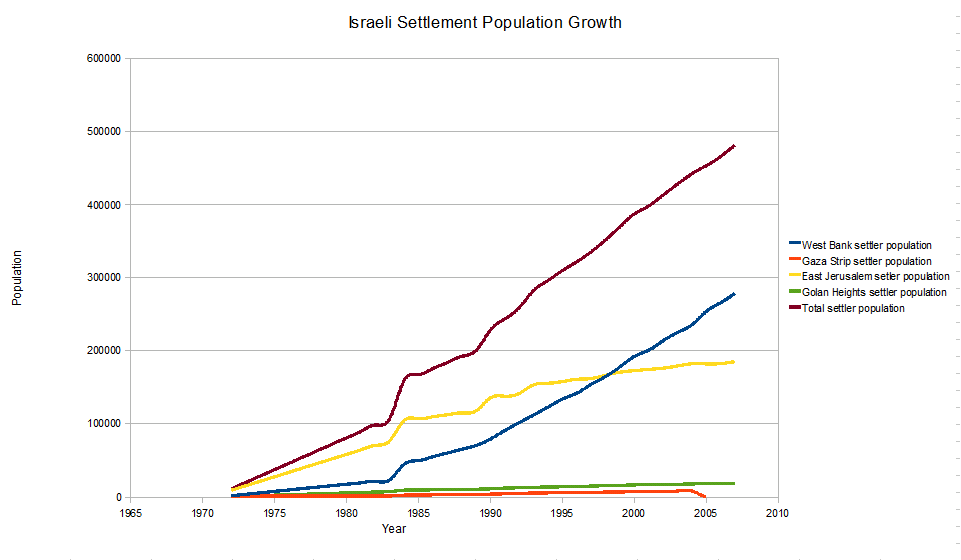
Població de colons per any a Cisjordània, Gaza, Jerusalem Est i Alts del Golan 1972-2007

A finals de 2010, 534.224 israelians jueus vivien a Cisjordània, inclosa Jerusalem Est. 314.132 d'ells vivien en 121 assentaments autoritzats i 102 llocs d'avançada no autoritzats a Cisjordània, 198.629 vivien a Jerusalem Est, i gairebé 20.000 vivien en assentaments en els Alts del Golan. 
En 2012  s'esperava que la població jueva en els assentaments de Cisjordània excloent Jerusalem Est, seria d'unes 350.000 persones.
En maig de 2014 el ministre d'habitatge israelià Uri Ariel, que també viu a l'assentament cisjordà de Kfar Adumim, va assenyalar que la població de colons arribava fins a 750.000: 400.000 a Cisjordània i fins a 350.000 a Jerusalem Est. Va afirmar: "Crec que en 5 anys hi haurà entre 550.000 i 600.000 jueus en l'Àrea de Judea i Samaria, en lloc de 400.000."
Sobre la base de diverses fonts, la dispersió de la població pot estimar-se com segueix:
| Població en assentaments          | 1948                                                                          | 1972     | 1977         | 1980   | 1983    | 1993    | 2004    | 2007    | 2010    | 2014            |
| --------------------------------- | ----------------------------------------------------------------------------- | -------- | ------------ | ------ | ------- | ------- | ------- | ------- | ------- | --------------- |
| Cisjordània (sense Jerusalem Est) | 480 (vegeu Gush Etzion)                                                       | 1,182    | 3,200 -4,400 | 17,400 | 22,800  | 111,600 | 234,500 | 276,500 | 314,100 | 400,000         |
| Franja de Gaza                    | 30 (vegeu Kefar Darom)                                                        | 700 ¹    |              |        | 900     | 4,800   | 7,826   | 0       | 0       | 0               |
| Alts del Golan                    | 0                                                                             | 77       |              |        | 6,800   | 12,600  | 17,265  | 18,692  | 19,797  | 21,000          |
| Jerusalem Est                     | 2.300 (Barri Jueu de la ciutat vella de Jerusalem, Atarot, Neve Yaakov, etc.) | 8,649    |              |        | 76,095  | 152,800 | 181,587 | 189,708 | 198,629 | 300,000-350,000 |
| Total                             | 2,810                                                                         | 10,608 ¹ |              |        | 106,595 | 281,800 | 441,178 | 485,170 | 532,526 | 721,000-771,000 |

¹inclòs el Sinaí
² Janet Abu-Lughod esmenta 500 colons a Gaza el 1978 (excloent el Sinaí), i 1.000 el 1980
A més de la migració interna, en gran nombre, encara que en declivi, els assentaments absorbeixen anualment al voltant de 1.000 nous immigrants de fora d'Israel. En la dècada de 1990, el creixement anual de la població de colons va ser més de tres vegades el creixement anual de la població a Israel. El creixement demogràfic ha continuat en la dècada de 2000. Segons la BBC, els assentaments a Cisjordània han estat creixent a un ritme del 5,6% des de 2001.
L'establiment d'assentaments en els Territoris Palestins està lligat al desplaçament de la població palestina com s'evidencia per una Comissió del Consell de Seguretat 1979, que estableix un vincle entre els assentaments israelians i el desplaçament de la població local. La comissió també va trobar que els que es van quedar van estar sota pressió constant per marxar i fer espai per a nous colons que estaven sent encoratjats a la zona. En conclusió, la comissió va declarar que els assentaments en els territoris palestins estava causant "canvis profunds i irreversibles de caràcter geogràfic i demogràfic".

## Situació jurídica

### Estatut jurídic
La BBC en 2009 indicava que una gran part de la comunitat internacional considerava il·legal l'ocupació dels territoris per Israel des de 1967 i que l'art. 49 de la Quarta Convenció de Ginebra sobre la protecció dels civils en temps de guerra s'aplica a Cisjordània, Gaza i als Alts del Golan. Aquesta posició rep el suport del CICR, diverses entitats dels Estats Units i el Tribunal Internacional de Justícia. El Tribunal Suprem d'Israel va declarar en 2004 que Israel ocupa aquestes regions a la manera d'un estat bel·ligerant (occupatio bellica)
L'article 8.2, b, VIII de l'Estatut de Roma de la Cort Penal Internacional (1998) defineix "el trasllat, directament o indirecta, per la potència ocupant, de part de la seva pròpia població civil en el territori que ocupa" com un crim de guerra.
Sense distingir els que eren nous o restaurats (Hebron i Gush Etzion), el Consell de Seguretat de les Nacions Unides i Assemblea General han condemnat repetidament a Israel per la construcció i expansió d'aquests assentaments.

### Punt de vista de la comunitat internacional
La Resolució 242 (1967) de l'ONU insta Israel a retirar-se dels territoris ocupats Des de l'època de l'administració Reagan, els EUA s'han unit a la posició israeliana per a qui aquesta resolució demana de retirar-se només dels "territoris ocupats". La versió en anglès és favorable als israelians que diuen que l'ONU mai no els ha demanat que es retirin de tots els territoris ocupats per l'Estat hebreu; la versió francesa està a favor dels palestins que diuen que les Nacions Unides han demanat als israelians de retirar-se de tots els territoris ocupats per l'Estat hebreu.

### Punt de vista israelià
Per als governs israelians, el Pla de les Nacions Unides per a la partició de Palestina de 1947 va ser reemplaçat pel seu rebuig pels àrabs i, per tant, no hi hauria fronteres internes establertes a l'interior de l'antic Mandat Britànic de Palestina. A més, després de la signatura del acords d'armistici araboisraelians de 1949, les línies militars establertes a continuació no es consideren una frontera política final. Israel ara defensa l'opinió que els seus límits, per tant, poden evolucionar.
Per bé que tots els sectors en qüestió van ser capturats per Israel durant la guerra de 1967, la possible annexió de tots ells és el tema d'arguments concrets:
- Jerusalem va ser concebuda originalment com un sector internacional sota l'administració de les Nacions Unides en 1947. El seu pla d'annexió per part d'Israel i la seva incorporació en els límits municipals de Jerusalem reflecteix l'abandó total del pla pel costat àrab.
- l'Golan va ser transferit il·legalment pel Regne Unit al Mandat francès de Síria i és annexat, doncs, per Israel, sense perjudici d'un futur tractat de pau amb Síria.
- Atès que Egipte i Jordània ocupaven Gaza i Cisjordània, no hi havia cap pla per crear un Estat de Palestina. És la prova de l'abandonament per part de tots, inclosa la part àrab, del pla de partició de 1947. Atès l'abandonament del Pla de Partició, aquests territoris poden ser legítimament reclamats per Israel.

Quatre prominents juristes jueus van citar el concepte de "buit de sobirania" en el període immediatament posterior a la Guerra dels Sis Dies per descriure la situació jurídica de Cisjordània i Gaza: Yehuda Zvi Blum el 1968, Elihu Lauterpacht el 1968, Julius Stone el 1969 i 1981, i Stephen M. Schwebel el 1970. Eugene V. Rostow també va argumentar en 1979 que l'estatus legal dels territoris ocupats 'era indeterminat.
- Stephen M. Schwebel.[83] feu tres distincions específiques a la situació d'Israel per tal d'afirmar que els territoris es van confiscar en defensa pròpia i que Israel té més títol per a ells que els posseïdors anteriors.
- El professor Julius Stone també va escriure que "la presència d'Israel en totes aquestes àrees pendents de negociació de les noves fronteres és totalment lícita, ja que Israel els va entrar legalment en defensa pròpia."[84] Va sostenir que seria una "ironia que vorejaria l'absurd" llegir l'article 49 (6) en el sentit que l'Estat d'Israel es va veure obligat a garantir (per la força si cal) que les àrees amb una associació mil·lenària amb la vida jueva, estiguin per sempre "judenrein" (lit: "netes de jueus").[85]

El professor Ben Saül va prendre una excepció a aquest punt de vista, amb l'argument que l'article 49 (6) es pot llegir per incloure les transferències voluntàries o assistides, com de fet ho van ser en l'opinió consultiva de la Cort Internacional de Justícia que havia expressat aquesta interpretació en el cas de l'opinió consultiva sobre el Mur de Cisjordània del 2003.

### Punts de vista dels països àrabs i de l'Autoritat palestina
Originalment, el punt de vista dels països àrabs era força similar a la perspectiva israeliana: no hi havia frontera legal i legítima interna a l'antiga Palestina mandatària, en les seves fronteres 1922. Aquest rebuig és sovint interpretat com una manera de destruir a l'Estat d'Israel.
A partir del 1977 Egipte dona suport a la posició de l'ONU, seguida per la majoria dels països àrabs i l'Autoritat Palestina en els anys 1990. Aquesta acceptació de les fronteres de 1949 no significa necessàriament la fi de l'estat de guerra, donada l'ocupació israeliana de Cisjordània i de la Franja de Gaza.

## Llista d'assentaments
L'administració dels assentaments israelians a Cisjordània es distribueix entre 4 ciutats, 13 consells locals i 6 consells regionals.

### Assentaments erigits com a ciutats
1. Ariel (18.089 habitants) fundada el 1978 que obté l'estatus de ciutat en 1998.
2. Beitar Il·lit (44.927 habitants), fundada el 1985, que obté l'estatus de ciutat en 2001.
3. Ma'ale Adumim (37,138 habitants), fundada el 1975, que obté l'estatus de ciutat el 1991.
4. Modi'in Illit (60.046 habitants), fundada el 1993, que obté l'estatus de ciutat en 2008.

### Assentaments erigits com a consells locals
1. Alfei Menashe (7.583 habitants), fundada el 1983, va esdevenir un consell local el 1987.
2. Beit Aryeh-Ofarim (4.322 habitants), fundada el 1981, va esdevenir un consell local el 1989.
3. Bet El (5.899 habitants), fundada el 1977, va esdevenir un consell local el 1997.
4. Efrat (7.912 habitants), fundada el 1983, va esdevenir un consell local d'aquest any.
5. Elkana (3.871 habitants), fundada el 1977, va esdevenir un consell local d'aquest any.
6. Guivat Zeev (14,349 habitants), fundada el 1982, va esdevenir un consell local el 1984.
7. Har Adar (3.757 habitants), fundada el 1982, va esdevenir un consell local el 1995.
8. Immanuel (3.115 habitants), fundada el 1983, va esdevenir un consell local el 1985.
9. Karnei Xomron (6.560 habitants), fundada el 1977, va esdevenir un consell local el 1991.
10. Kedumim (4.174 habitants), fundada el 1975 va esdevenir un consell local d'aquest any.
11. Kiryat Arba (7.166 habitants), fundada el 1968 va esdevenir un consell local el 1979.
12. Ma'ale Efraim (1.098 habitants), fundada el 1978, va esdevenir un consell local el 1981.
13. Oranit (7.626 habitants), fundada el 1983, va esdevenir un consell local el 1990.

### Consells Regionals formats per assentaments
1. Gush Etzion (22 assentaments)
2. Har Hebron (19 assentaments)
3. Matte Binyamin (42 assentaments)
4. Meguilot (6 assentaments)
5. Shomron (29 assentaments)
6. Bik'at Hayarden (21 assentaments)

## Conseqüències dels assentaments

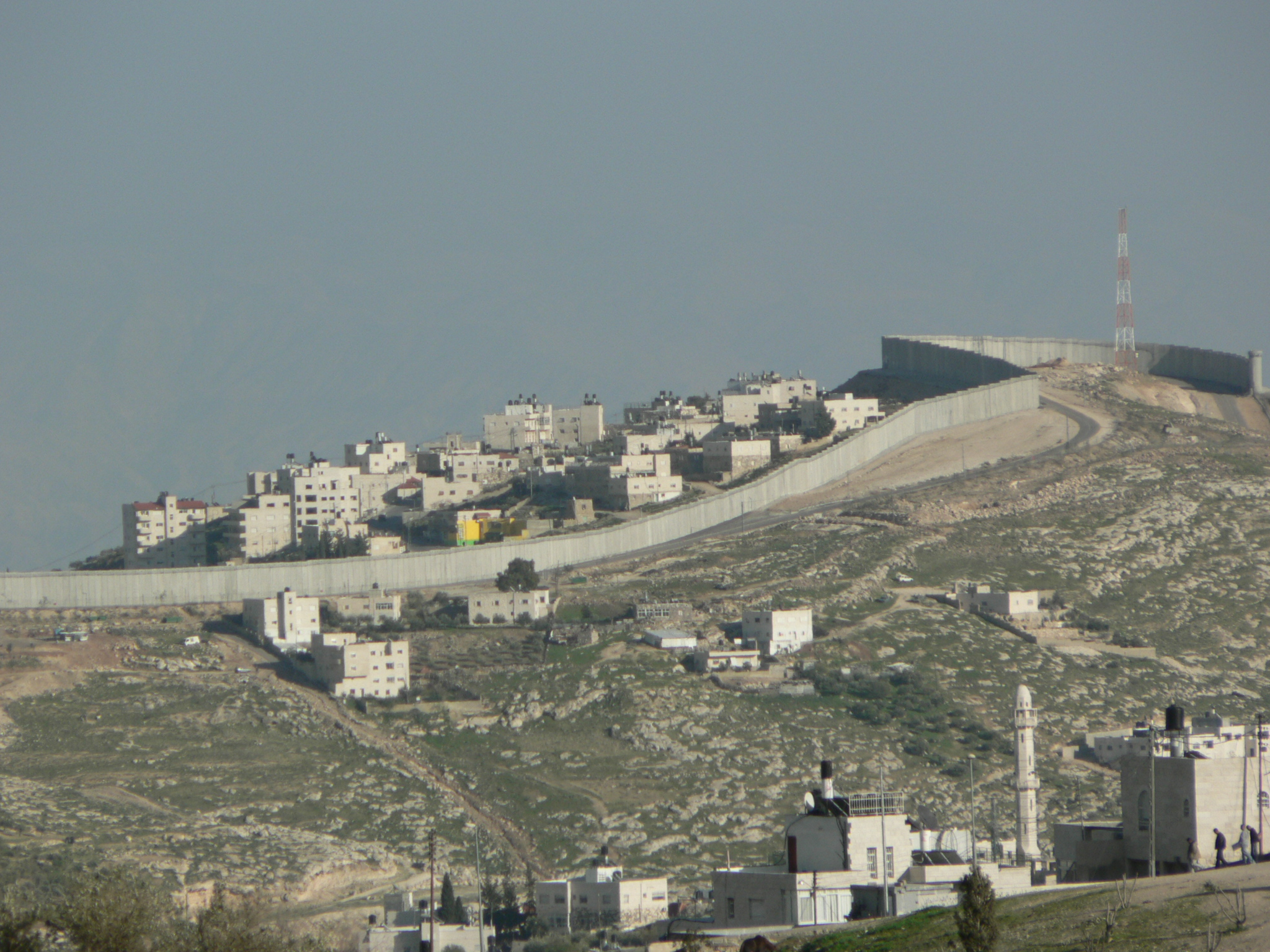
Barrera de separació a Jerusalem Est.

La construcció dels grans blocs d'assentaments divideix avui Cisjordània en diverses zones i no proporciona als palestins contigüitat territorial. Presentats per l'Estat jueu com els punts fonamentals de la seguretat del país, l'expansió d'assentaments, la construcció de la barrera de separació - de vegades diversos quilòmetres dins de la línia verds - carreteres protegides reservades als colons per arribar a Israel, i les barreres i punts militars de control, obstaculitzen de manera important la llibertat de circulació dels palestins a Cisjordània; l'Oficina Internacional del Treball de l'ONU estima que "el 80% dels assentaments a Cisjordània s'estableixen totalment o parcialment en terra palestina privada".
A Cisjordània i al Golan, la utilització per part dels assentaments de la gran majoria dels recursos naturals (terra, aigua ...) és a costa de les persones, les empreses i l'agricultura autòctona i dificulta el seu desenvolupament econòmic i social
La vida econòmica i social de la població siriana del Golan sempre s'ha basat en l'agricultura, però la confiscació israeliana de certes terres, el desarrelament d'arbres i la destrucció de les plantes i els privilegis atorgats als colons jueus per a l'accés a l'aigua i l'obtenció de permisos de construcció soscava l'equilibri de la societat siriana encara present; d'altra banda, la quota d'aigua assignada als colons israelians, deu vegades més gran que l'atorgada als sirians, i una política d'augment de preus d'acord amb la quantitat, ajudar a reduir la igualtat d'oportunitats i la lliure competència.
Malgrat el desmantellament dels assentaments en la Franja de Gaza, l'ONU continua considerant el territori ocupat per Israel; el Consell de Drets Humans sosté que Israel és "responsable respecte a Gaza en virtut del dret internacional humanitari i els drets humans".

## Violència

### Violència israeliana

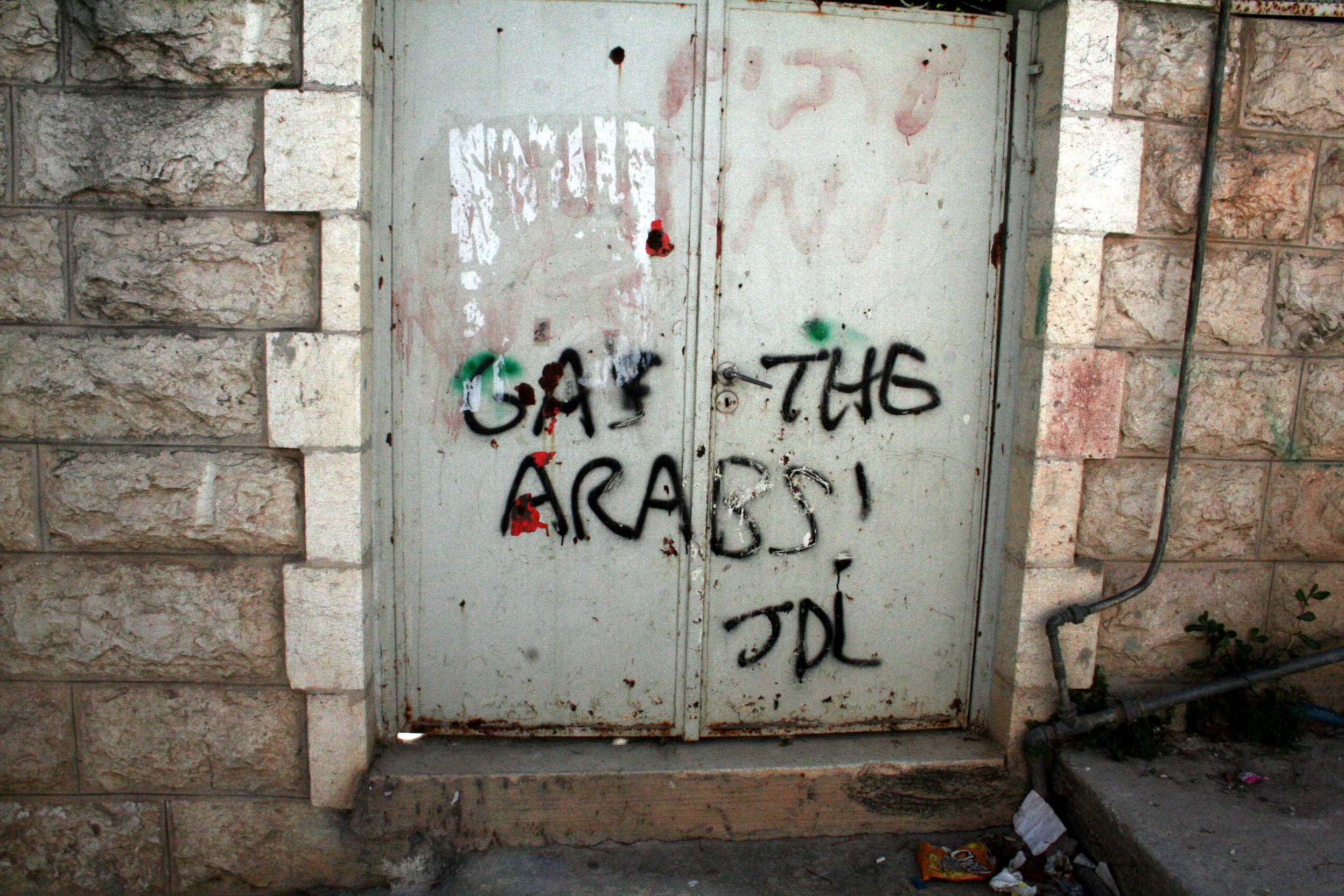
"Gas the Arabs"; Pintada en una porta d'una casa a Hebron, 2008

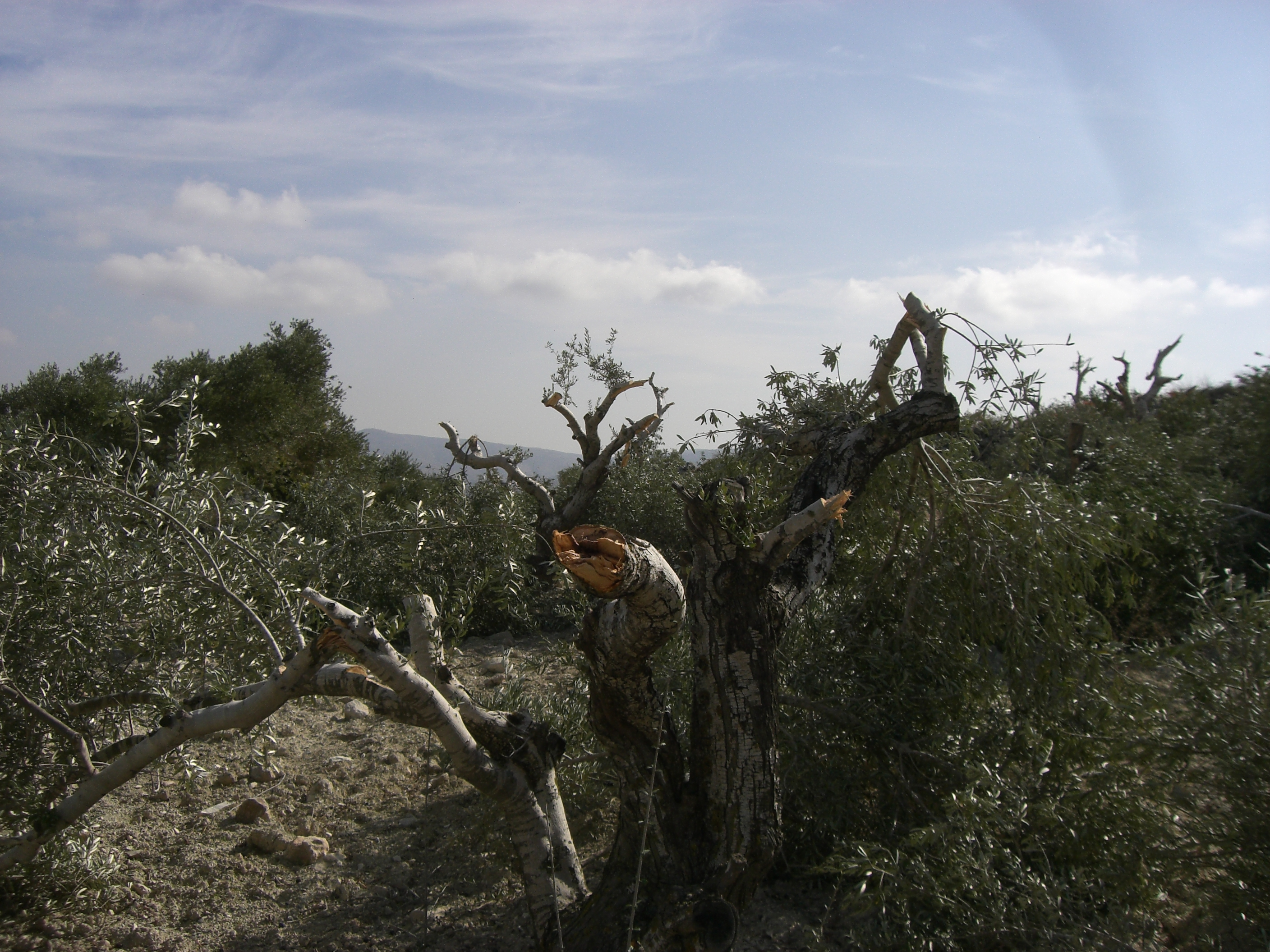
Oliveres en el llogaret de Burin presumptament objecte de vandalisme per part de colons de l'assentament de Yitzhar al novembre de 2009

El Gush Emunim Clandestí fou una organització militant que estigué activa entre 1979 i 1984. L'organització planejava atacs contra funcionaris palestins i la Cúpula de la Roca. El 1994, Baruch Goldstein d'Hebron, un membre del partit Kach va dur a terme la Massacre de la Cova dels Patriarques, en què va assassinar 29 fidels musulmans i en va ferir 125. L'atac va ser àmpliament condemnat pel Govern d'Israel i la comunitat jueva mundial. El lideratge palestí va acusar Israel d'encoratjar i ajudar a la violència dels colons, en un intent de provocar alderulls i violència del poble palestí com a represàlia.
La violència perpetrada pels colons israelians contra els ciutadans palestins, constitueix un delicte deterrorisme, d'acord amb el Departament d'Estat dels Estats Units, l'ex-cap de les Forces de Defensa d'Israel i el cap del Comandament Central Avi Mizrahi va dir que aquest tipus de violència constitueix "terror".
A mitjans de 2008, un informe de l'ONU va registrar 222 actes de violència dels colons israelians contra els ciutadans palestins i les tropes de les FDI, en comparació amb 291 incidents en 2007.
Aquesta tendència segons els informes va augmentar en 2009. El major general Shamni va dir que el nombre havia augmentat d'unes poques dotzenes de persones a centenars, i el va qualificar com "un fenomen molt greu." En 2008-2009, el Ministeri de Defensa d'Israel va adoptar una línia més dura contra els extremistes.
Aquest grup va respondre amb una tàctica anomenada "política del preu de l'etiqueta," consistent a destrossar propietats palestines quan eren enviats policies o soldats a desmantellar els assentaments avançats. De gener a setembre de 2013, es van registrar 276 atacs dels colons contra els palestins.
Les principals figures religioses a Cisjordània van criticar durament aquestes tàctiques. El rabí Menachem Froman de Tekoa va dir que "La focalització en els palestins i en els seus béns és quelcom xocant, (...) És un acte que fereix la humanitat (...) Això el que fa és construir un mur de foc entre jueus i àrabs ". El Consell Yeixa i Hanan Porat també van condemnar aquesta mena d'accions. Altres rabins han estat acusats d'incitar a la violència contra els no-jueus. En resposta a la violència dels colons, el govern israelià va dir que augmentaria el nombre de forces de l'ordre i tallaria l'ajuda als llocs d'avançada il·legals. Alguns colons es creu que arremeten contra els palestins perquè són "víctimes fàcils". Les Nacions Unides van acusar Israel de no intervenir i detenir els colons sospitosos de violència. El 2008, Haaretz va escriure que "la societat israeliana s'ha acostumat a veure els colons infractores a la llei rebran un tracte especial i cap altre grup similar podria atacar les forces de l'ordre israelianes sense ser severament castigat."
Al setembre de 2011, els colons van vandalitzar una mesquita i una base de l'exèrcit. Van punxar els pneumàtics, van tallar cables de 12 vehicles de l'exèrcit i van pintar-hi grafis. Al novembre de 2011, l'Oficina de les Nacions Unides per a la Coordinació d'Assumptes Humanitaris (OCHA) en els territoris palestins va publicar un informe sobre violència dels colons que va mostrar un augment significatiu en comparació amb 2009 i 2010. L'informe esmenta violència física i danys a la propietat, com ara oliveres arrencades, tractors danyats i ovelles sacrificades. L'informe assenyala que el 90% de les denúncies presentades pels palestins s'han tancat sense càrrecs.
D'acord amb informes de la UE, Israel ha creat un "clima d'impunitat" per als atacants jueus, la qual cosa és vista com a equivalent a l'aprovació tàcita per l'Estat. A Cisjordània, jueus i palestins viuen sota dos règims jurídics diferents i és difícil per als palestins a presentar denúncies, les quals han de ser presentats en hebreu en els assentaments israelians.
Els 27 ministres de relacions exteriors de la Unió Europea va publicar un informe al maig de 2012 on denunciaven fermament les polítiques de l'Estat d'Israel a Cisjordània i on també denunciaven la "contínua violència dels colons i provocacions deliberades contra els civils palestins." L'informe de tots els ministres de la UE feia una crida "al Govern d'Israel per portar els responsables davant la justícia i per complir les seves obligacions sota el dret internacional."

### Oliveres
Mentre que l'economia de Palestina ha mostrat signes de creixement, el Comitè Internacional de la Creu Roja va informar que el conreu palestí de l'olivera s'havia ressentit. Segons el CICR, 10.000 oliveres van ser talades o cremats pels colons en 2007-2010 El portaveu del Ministeri de Relacions Exteriors Yigal Palmor va dir que l'informe ignora les dades oficials de l'Autoritat Palestina, que mostren que la situació econòmica dels palestins ha millorat substancialment, citant el comentari de Mahmoud Abbas a The Washington Post al maig de 2009, on va dir "a Cisjordània, tenim una bona realitat, les persones viuen una vida normal."
Haaretz va culpar de la violència durant la recollida de l'oliva a un grapat d'extremistes. El 2010, diversos arbres pertanyents tant a jueus com a àrabs van ser talats, enverinats o incendiats. En les dues primeres setmanes de la collita, 500 arbres de propietat de palestins i 100 arbres propietat de jueus van ser objecte de vandalisme. A l'octubre de 2013, 100 arbres van ser talats.
Els violents atacs contra les oliveres semblen facilitats per la negativa aparentment sistemàtica de les autoritats israelianes perquè els palestins puguin visitar els seus propis horts, algunes vegades durant anys, especialment en els casos en què es considera que els conreus estan massa a prop dels assentaments.

### Violència d'activistes pro-palestins

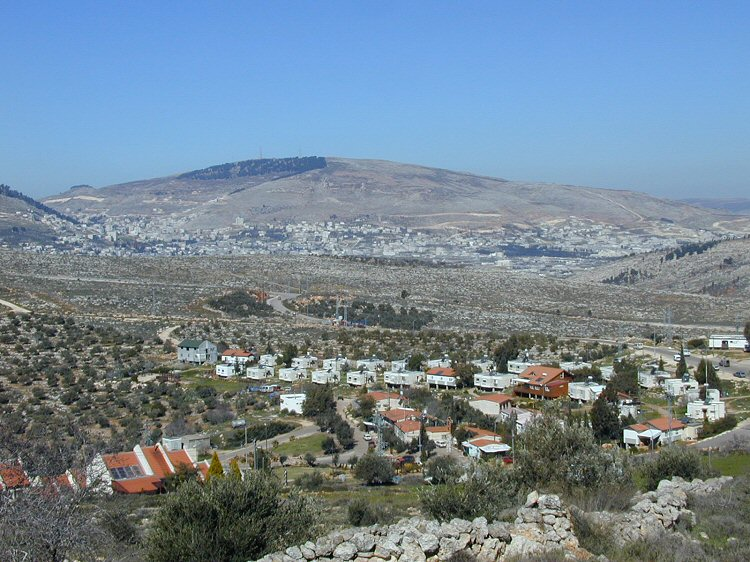
Itamar, Cisjordània. Residents d'Itamar han estat blanc d'atacs mortals per part de militants palestins i ells mateixos actes de violència comesos contra els palestins locals

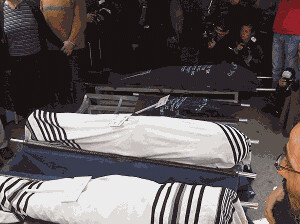
Enterrament de la família Fogel, assassinada a l'atac d'Itamar

Els activistes pro-palestins que mantenen protestes regulars prop dels assentaments han estat acusats de llançar pedres, assalt físic i provocació. El 2008, Avshalom Peled, cap del districte d'Hebron de la Policia d'Israel qualificà l'acitivitat de l'"esquerra" a la ciutat de perillosa i provocativa, i va acusar els activistes d'antagonitzar els colons amb l'esperança d'aconseguir una reacció.

### Violència palestina contra els colons
Els colons són el blanc dels grups armats palestins que, segons Human Rights Watch, diuen que els colons són un blanc legítim, ja que han perdut la condició de civils per residir en els assentaments que són il·legals segons el dret internacional humanitari. Tant Human Rights Watch i B'Tselem rebutjar aquest argument sobre la base que la situació jurídica dels assentaments no afecta l'estatus civil dels seus residents. Human Rights Watch said "prohibition against intentional attacks against civilians is absolute". B'tselem va dir "Els colons constitueixen una població netament civil, que té dret a totes les proteccions concedir civils pel dret internacional. Ús Les forces de seguretat israelianes de la terra en els assentaments o la pertinença a alguns colons a les forces de seguretat israelianes no efectes sobre l'estatut dels altres residents que viuen entre ells, i certament no els fa objectius propis d'atac. "
Atacs mortals contra els colons han inclòs el llançament de coets i morters i tirotejos des de cotxes en marxa, també dirigit contra nadons i nens. Els incidents violents inclouen l'assassinat del Pas de Shalhevet, un nadó de deu mesos d'edat que va rebre un tret d'un franctirador palestí a Hebron, i l'assassinat de dos adolescents el 8 de maig de 2001, els cossos van ser amagats en una cova prop de Teqoa. A l'atac amb destral de Bat Ayin, uns nens de Bat Ayin van ser atacats per un palestí que brandava una destral i un ganivet. Un nen de 13 anys va morir i un altre va resultar greument ferit. l'rabí Meir Hai, pare de set fills, va morir en un tiroteig. L'agost de 2011, 5 membres d'una mateixa família van morir en els seus llits. Les víctimes van ser el pare Ehud (Udi) Fogel, la mare de Ruth Fogel, i tres dels seus sis fills -Yoav, 11, Elad, 4 i Hadas, el més jove, un nadó de tres mesos d'edat. Segons David Ha'ivri, i segons van informar múltiples fonts l'infant fou decapitat.